# Pierre Feuga
Pour les articles homonymes, voir Feuga.
Pierre Feuga (né le 16 octobre 1942 à Lectoure et mort le 10 juin 2008 dans le 4e arrondissement de Paris) est un écrivain et traducteur français (du sanskrit et du latin). Spécialiste du vedānta, des cultes de la Shakti et du tantrisme, il enseigne également le yoga pendant vingt-sept ans.

## Biographie
Né dans une famille d'artistes et de voyageurs, Pierre Feuga effectue lui aussi de longs voyages autour du monde. Il remporte à seize ans le concours général de littérature alors qu'il est élève au Lycée Louis-le-Grand à Paris. Il étudie le russe à l'École des langues orientales
Bien que ne se reconnaissant pas de maître, il est néanmoins très influencé par Patrick Le Bail puis Jean Klein avec qui il étudie le Védanta et le Hatha-Yoga dans la tradition du Cachemire. Pierre Feuga, comme Jean Klein, est très marqué par sa lecture de René Guénon. Il déclare avoir été « un homme qui doit tout à Guénon, – sauf les moyens « pratiques » pour parvenir au but que Guénon a fixé ». Il a aussi fréquenté les écrits de Julius Evola.
Après un périple de sept ans en voilier qui le conduit jusqu'en Nouvelle-Calédonie (où il donne ses premiers cours de yoga), il s'installe à Paris en 1981 et y enseigne cette pratique jusqu'à son décès.
Parallèlement, il publie une série d'ouvrages sur l'univers tantrique ainsi que sur l'éveil, notamment aux éditions Dangles et Éditions Albin Michel. Il se voit confier en 1998 la rédaction d'un « Que sais-je ? » sur le yoga en collaboration avec Tara Michaël. En 2004, il devient le directeur littéraire des éditions Almora. Il fait également partie du comité de rédaction de la revue Connaissance des religions.
Il décède le 10 juin 2008 à Paris.

## Publications
- Cracher dans la mer, roman, Julliard, 1963
- La Galère en bois de rose, roman, Robert Laffont, 1965
- Cent douze méditations tantriques, le Vijñâna-Bhairava, traduction du sanskrit et commentaire, Accarias/L'Originel, 1988
- Cinq visages de la Déesse : Le souffle, le rêve, l'amour, la mort, l'initiation selon le tantrisme hindou, Le Mail/Le Rocher, 1989
- Liber de Catulle, traduction du latin et présentation, Orphée/La Différence, 1989
- Les Trophées, José-Maria Heredia, choix et présentation, Orphée/La Différence, 1990
- Le bonheur est de ce monde, Accarias-L'Originel, 1990
- Satires de Juvénal, traduction du latin, Orphée/La Différence, 1992
- L'Art de la concentration, Albin Michel, coll. « Espaces libres », no 32, 1992
- Tantrisme. Doctrine, pratique, art, rituel..., Dangles, 1994
- Le Yoga, en collaboration avec Tara Michaël, PUF, coll. « Que sais-je ? », no 643, 1998 (5e éd. corrigée: 2023)
- Comme un cercle de feu, traduction du sanskrit et commentaire de la Mândûkya-upanishad et des Mandukya kârikâ de Gaudapâda, Accarias-L'Originel, 2004
- Pour l'Éveil, Almora, 2005
- Le Chemin des flammes, Almora, 2008 ( première éd. 1991) Autobiographie spirituelle, revisitée et complétée en 2008
- Le Miroir du vent, roman, Almora, 2008
- Fragments tantriques, Almora, 2010 (recueil d'entretiens, d'articles et de chroniques parus entre 1990 et 2006)